# المعزوب (بعدان)

تعديل مصدري - تعديل

المعزوب محلة تابعة لقرية حمك، التابعة لعزلة العذارب بمديرية بعدان إحدى مديريات محافظة إب في الجمهورية اليمنية، بلغ تعداد سكانها 107 حسب تعداد اليمن لعام 2004.